# Euxoa basiflava
Euxoa basiflava là một loài bướm đêm trong họ Noctuidae.